# 张生朝
张生朝（1945年1月—），陕西咸阳人，汉族，中华人民共和国政治人物、第十一届全国政协委员。
担任陕西省政协副主席。2008年，当选第十一届全国政协委员，代表农业界，分入第三十八组。